# Канто (равнина)
Канто́ (яп. 関東平野 канто: хэйя) — наибольшая равнина в Японии на востоке острова Хонсю в регионе Канто.

## Краткие сведения
Равнина Канто занимает площадь около 17 000 км² и составляет большую часть региона Канто. На территориях равнины расположены префектуры Токио, Сайтама, Канагава, Тиба, Ибараки, Гумма и Тотиги.
Северные границы равнины Канто достигают гор Абукума, горных хребтов Ямидзо и Асио, а также вулканического поля, вулканического пояса Насу. На западе равнина граничит с горами Канто, а на юге с холмами полуостровов Босо и полуостровом Миура, заливами Токио и Сагами. Восточная часть равнины ограничена плёсом Касима-Нада и пляжем Кудзюкури.
Большая часть рек равнины имеют начало в северных или западных горах и текут на восток или на юго-запад, впадая в Тихий океан, Токийский залив или залив Сагами. Через центральную часть равнины Канто протекает река Тоне, через западную — реки Ватарасе, Кину, Кокай, Нака и Кудзи, а через южную — реки Аракава, Тама, Сагами и Сакава. Из всех рек наибольшую длину имеет река Тоне. Площадь её бассейна составляет 16 840 км² и является наибольшей в Японии.
Кроме аллювиальных равнин, значительную часть равнины формируют плато Омия, Мусасино, Сагами и Дзёсо. Они разбиты на небольшие плато мелкими речками. Поверхность всех плато покрыта толстым слоем глинистой породы вулканического происхождения. Считается, что это остатки вулканической пыли из расположенных на севере Асама, Харуна и Акаги, и расположенных на юге Хаконе и Фудзи.
Холмы равнины Канто стоят на третичном слое и поднимаются выше, чем плато которые их окружают. Высота холмов Тама и Саяма колеблется между 100 и 200 метрами над уровнем моря, а высота западных холмов Хики, Кома, Кусахана и Кадзи равняется около 200 метров.
Вся равнина с холмами и плато имеет уклон в сторону бассейна реки Тоне и Токийского залива. Тектонические процессы в регионе продолжаются, о чём свидетельствует постепенное затопление центральной части равнины Канто.